# Operacijsko pojačalo
Operacijsko pojačalo  je u pravilu elektronički sklop ili integrirana elektronička komponenta s mogućnosti pojačanja izmjeničnog i istosmjernog napona, diferencijalnim (simetričnim) ulazom, jednim izlazom i vrlo velikim naponskim pojačanjem kontroliranim negativnom povratnom vezom koja u cijelosti određuje njegova prijenosna svojstva. Ulazni električni otpor suvremenih operacijskih pojačala može se smatrati praktički beskonačno velikim, dok je izlazni električki otpor operacijskog pojačala zanemarivo malen.

## Povijest
Prvo operacijsko pojačalo koje po svojim karakteristikama odgovara tom nazivu bilo je izvedeno elektronskim cijevima i sagrađeno u Bellovim laboratorijima, Sjedinjene Američke Države, tijekom 1941. godine. Operacijsko pojačalo je imalo tri elektronske cijevi, naponsko pojačanje od kojih 90 dB i napajanje od 350 V, a koristilo se u uređaju za navođenje topničke vatre tijekom Drugog svjetskog rata koji je zahvaljujući upravo operacijskom pojačalu postigao prosječno 90% pogodaka.
Pojava najprije germanijevog tranzistora 1947. godine te silicijevog tranzistora 1954. godine omogućila je daljnji brzi razvoj operacijskih pojačala. Tijekom 1961. godine konstruirano je prvo operacijsko pojačalo u diskretnoj tehnici i izvedeno na tiskanoj pločici s odgovarajućim konektorima. Operacijsko pojačalo u diskretnoj tehnici izvedeno s bipolarnim tranzistorima značajno je unaprijedilo svojstva operacijskih pojačala kako u pogledu pouzdanosti i dinamičkih osobina, tako i u pogledu energetske učinkovitosti i niže cijene. Operacijska pojačala su se već tijekom 1962. godine serijski izrađivala u obliku modula koji se mogao priključiti u odgovarajući konektor na tiskanoj pločici, gdje se na taj način operaciono pojačalo moglo smatrati elektroničkom komponentom unutar složenijeg elektroničkog sklopa.
Prvo monolitno integrirano operacijsko pojačalo, μA702, osmislio je Bob Widlar, Fairchild Semidonductor, SAD, a proizvedeno je 1963. godine. Monolitni integrirani krug sadržavao je integrirane sve potrebne elektroničke sastavne dijelove, no tehnološki problemi proizvodnje kočili su dominaciju monolitnih operacijskih pojačala sve do 1965. godine kada je proizveden znatno bolji μA709.
Monolitna operacijska pojačala su i dalje usavršavana te je 1967. godine proizvedeno monolitno integrirano operacijsko pojačalo pod nazivom LM101, nakon čega je samo godinu dana kasnije uslijedio i poznati μA741, integrirani krug koji se pod raznim imenima radi svoje univerzalne primjene proizvodi i danas.
Razvojem unipolarnih tranzistora proizvedena su sedamdesetih godina prva operacijska pojačala izvedena JFET unipolarnim tranzistorima na ulazu operacijskog pojačala, nakon čega su uslijedila i operacijska pojačala s MOSFET unipolarnim tranzistorima osamdesetih godina prošlog stoljeća.

## Oznaka operacijskog pojačala
Univerzalna oznaka, odn. simbol operacijskog pojačala (slika desno) razlikuje invertirajući (V-) i neinvertirajući ulaz (V+), izlaz operacijskog pojačala (Vout) i napajanje operacijskog pojačala (VS+, VS-).
Invertirajući ulaz okreće fazu ulaznog električnog signala te se on na izlazu operacijskog pojačala pojavljuje kao pojačani napon suprotnog predznaka, dok neinvertirajući ulaz pojačava ulazni signal ne zakrećući njegovu fazu te se on na izlazu operacijskog pojačala pojavljuje u fazi, odnosno istog polariteta. Operacijska pojačala se u pravilu napajaju iz stabiliziranog ispravljača sa simetričnim naponom.

## Nadomjesni sklop operacijskog pojačala
Operacijsko pojačalo je složeni elektronički sklop koji objedinjuje brojne manje cjeline (diferencijalni ulaz, izvori konstantne struje za postavljanje radnih točaka, izlazni stupanj i td.). U razmatranju karakteristika operacijskog pojačala uobičajeno je operacijsko pojačalo zamisliti kao nadomjesni sklop (slika lijevo).
Sa stanovišta korisnika operacijsko pojačalo je opisano svojim u pravilu vrlo velikim ulaznim otporom Rin na kojem se pojavljuje ulazni napon Vin, naponskim pojačanjem G, gdje je naponski izvor definiran nazivnim naponom GVin i relativno malim izlaznim otporom operacionog pojačala (Rout).

## Frekvencijska karakteristika operacijskog pojačala
Frekvencijska karakteristika operacijskog pojačala mora osigurati frekvencijsku stabilnost pojačala na višim frekvencijama. To se kod starijih operacionih pojačala postiže vanjskom, a kod suvremenijih monolitnih integriranih pojačala unutarnjom frekvencijskom kompenzacijom pojačanja operacijskog pojačala.
Pojačanje operacijskog pojačala (slika desno) počinje se smanjivati u tom smislu već za ulazni napon frekvencije veće od kojih 50 Hz (fg) i to strminom 6 dB/oktavi, odn. 20 dB/dekadi. Frekvencijskom kompenzacijom pojačanja osigurava se da u području visokih frekvencija signal negativne povratne veze ne može imati dovoljnu veliku amplitudu i dovoljno velik fazni pomak za nastanak samooscilacija.

## Način spajanja operacijskog pojačala
Operacijsko pojačalo se može izvesti kao diferencijalno pojačalo te kao sklop s asimetričnim ulazom u neinvertirajućem ili invertirajućem spoju.

### Operacijsko pojačalo kao diferencijalno pojačalo
Diferencijalno pojačalo izvedeno je operacijskim pojačalom (slika lijevo), gdje se ulazni simetrični električni napon (Ue-, Ue+) dovodi na invertirajući, odnosno neinvertirajući ulaz operacionog pojačala. U izvedbi diferencijalnog pojačala treba mrežu otpornika R1 – R4 izvesti na način da su i ulazni otpor i pojačanje diferencijalnog pojačala jednaki za oba ulaza. Naponsko pojačanje invertirajućeg, odnosno neinvertirajućeg ulaza sklopa sa slike je određeno jednakostima:
{\displaystyle {A_{V}-}=-{\frac {R_{2}}{R_{1}}}} i
{\displaystyle {A_{V}+}={\frac {R_{4}}{R_{3}+R_{4}}}{\frac {R_{1}+R_{2}}{R_{1}}}}
gdje su pojačanja po definiciji diferencijalnog pojačala suprotnih predznaka.
Simetričnost ulaznog otpora i naponskog pojačanja invertirajućeg i neinvertirajućeg ulaza postiže se uz uvjet da je:
{\displaystyle R_{1}}={\displaystyle R_{3}} i {\displaystyle R_{2}}={\displaystyle R_{4}}. Izlazni napon se u obliku asimetričnog napona pojavljuje na izlazu operacijskog pojačala i može se koristiti za pobudu sljedećeg stupnja elektroničkog uređaja.

### Operacijsko pojačalo u neinvertirajućem spoju
Operacijsko pojačalo u neinvertirajućem spoju (slika desno) ne zakreće fazu ulaznog signala (Ue) te se on na izlazu operacionog pojačala pojavljuje pojačan (Ua) i u istom faznom odnosu s ulaznim signalom. Naponsko pojačanje operacijskog pojačala u neinvertirajućem spoju je prema pojednostavljenom prikazu na slici određeno otporima R2 i R1:
{\displaystyle {A_{V}}={\frac {R_{1}+R_{2}}{R_{1}}}}
Ulazni otpor sklopa je vrlo velik te se u stvarnoj izvedbi paralelno ulazu operacijskog pojačala u neinvertirajućem spoju spaja otpornik s odgovarajućom vrijednosti električnog otpora koja tada u cijelosti definira ulazni otpor sklopa.
Sklop može poslužiti kao osnova za konstrukciju mikrofonskog poretpojačala za priključak mikrofona s niskom ili visokom izlaznom impedancijom ili za izvedbu linijskog ulaza (radio, magnetofon i sl.).

### Operacijsko pojačalo u invertirajućem spoju
Operacijsko pojačalo u invertirajućem spoju (slika lijevo) zakreće fazu ulaznog signala (Ue) te se on na izlazu operacionog pojačala pojavljuje pojačan (Ua) i fazno zakrenut za 180°.
Naponsko pojačanje operacijskog pojačala u invertirajućem spoju je prema pojednostavljenom prikazu na slici određeno otporima R2 i R1:
{\displaystyle {A_{V}}=-{\frac {R_{2}}{R_{1}}}}
Ulazni otpor sklopa određen je nazivnom vrijednosti otpora R1 i može se u širokim granicama prilagoditi izlaznom otporu (impedanciji) priključenog električnog izvora,dok je izlazni otpor vrlo mali što se odnosi i na operacijsko pojačalo u neinvertirajućem spoju. Sklop također može poslužiti kao osnova za konstrukciju mikrofonskog poretpojačala za priključak mikrofona s niskom ili visokom izlaznom impedancijom ili za izvedbu sklopa pretpojačala linijskog ulaza (radio, magnetofon i sl.).

### Niskofrekventno pojačalo snage s operacijskim pojačalom u predstupnju
Operacijsko pojačalo može poslužiti i za izvedbu niskofrekventnog pojačala snage jednostavne konstrukcije (slika desno).
Sklop je izveden u hibridnoj tehnici, odn. u kombinaciji operacijskog pojačala u integriranoj izvedbi i izlaznog dijela pojačala snage izvedenog u diskretnoj tehnici. Operacijsko pojačalo u tom smislu postavlja osnovnu radnu točku izlaznog stupnja pojačala i osigurava odgovarajuće naponsko pojačanje, dok tranzistori u izlaznom stupnju spojeni kao NPN/PNP zakretači faze (C945/A733) pobuđuju izlazne tranzistore snage (C5042). Trimerski potenciometri u izlaznom krugu omogućuju točno određivanje kolektorske struje mirovanja u izlaznom krugu. Umjesto navedenim, pojačalo se može izvesti i brojni drugim bipolarnim tranzistorima odgovarajućih karakteristika. Ulazni otpor sklopa prema slici iznosi 10 kΩ, naponsko pojačanje AV=100, a izlazna snaga pojačala je oko 6 W na opteretnom otporu od 4 Ω.

## Značaj
Upotreba i ugradnja operacijskog pojačala kao cjelovite elektroničke komponente je daleko lakša,  jednostavnija i jeftinija nego ugradnja znatno većeg broja elektroničkih komponanti (otpornika, dioda i tranzistora) koji bi imali istu funkciju.
Operacijska pojačala imaju brojne primjene te se uz odgovarajuće ostale elektroničke komponente koriste kao:
- audio i video pojačala
- komparatori napona
- diferencijalna pojačala
- diferencijatori i integratori
- aktivni elektronički filteri
- vrlo točni ispravljači
- vrlo točni detektori razine električnog signala
- naponski i strujni regulatori
- analogno-digitalni konverteri
- digitalno-analogni konverteri
- oscilatori i generatori valnih funkcija.